# THK-5
 (décembre 2018).
Le THK-5 était un avion de transport civil construit en Turquie durant les années 1940.